# Toyoyama
Toyoyama (豊山町, Toyoyama-chō) est un bourg du district de Nishikasugai, dans la préfecture d'Aichi, au Japon.

## Géographie

### Démographie
Au 1er janvier 2014, la population de Toyoyama s'élevait à 15 068 habitants répartis sur une superficie de 6,19 km2.